# Creoleon decussatus
Creoleon decussatus är en insektsart som först beskrevs av Navás 1914.  Creoleon decussatus ingår i släktet Creoleon och familjen myrlejonsländor. Inga underarter finns listade i Catalogue of Life.